# Рожко Олексій Прокопович
Олексі́й Проко́пович Рожко́ (26 травня 1913, село Велика Врадіївка, тепер смт Врадіївка Миколаївської області — 25 січня 1986, смт Врадіївка Миколаївської області) — український радянський діяч, новатор сільськогосподарського виробництва, бригадир тракторної бригади колгоспу «Україна» Кривоозерського (Великоврадіївського) району Миколаївської області. Герой Соціалістичної Праці (31.12.1965). Член Ревізійної комісії КПУ в 1960—1971 роках. Депутат Верховної Ради СРСР 6—7-го скликань.

## Біографія
Народився в селі Велика Врадіївка (тепер смт Врадіївка) Миколаївської області в селянській родині. Освіта початкова. Трудову діяльність розпочав у 1924 році пастухом. У 1929 році вступив до колгоспу «Шлях хлібороба».
У 1930 році вперше сів за кермо трактора, а вже за два роки очолив тракторну бригаду Великоврадіївської машинно-тракторної станції (МТС).
З 1935 по 1937 рік служив у Червоній армії.
З 1937 по 1941 рік і з 1944 року — тракторист, бригадир тракторної бригади Великоврадіївської машинно-тракторної станції (МТС) Великоврадіївського району Миколаївської області.
Тракторна бригада Рожка багато разів виборювала першість серед бригад МТС. В середньому виробляла по 600 гектарів м'якої оранки на трактор, заощадивши при цьому 3600 кг пального. У 1947 році Врадіївська МТС отримала нові трактори. Бригада Олексія Рожка, що працювала в колгоспі «Соцперебудова», систематично виконувала норми виробітку на 134 %.
Член КПРС з 1957 року.
З 1958 року — бригадир тракторної бригади колгоспу «Україна» смт Врадіївки Кривоозерського (Великоврадіївського) району Миколаївської області. З 1959 року механізатори почали впроваджувати нові методи відгодівлі великої рогатої худоби, в результаті чого собівартість центнера м'яса не перевищувала 20-25 карбованців. Досвід бригади почали впроваджувати й інші механізатори на території всієї України.
Своїм досвідом у відгодівлі худоби Олексій Рожко поділився в брошурах «Відгодовуємо худобу силами тракторної бригади», «Механізатори виробляють дешеве м’ясо» та інших.

## Нагороди
- Герой Соціалістичної Праці (31.12.1965)
- орден Леніна (31.12.1965)
- орден «Знак Пошани» (26.02.1958)
- дві медалі «За трудову доблесть» (28.05.1960,)
- Велика золота медаль ВДНГ СРСР
- Медалі